# Les Deux-Villes
Les Deux-Villes ist eine französische Gemeinde mit 249 Einwohnern (Stand: 1. Januar 2022) im Département Ardennes in der Région Grand Est. Die Gemeinde gehört zum Arrondissement Sedan und zum Kanton Carignan.

## Geografie
Les Deux-Villes liegt etwa 31 Kilometer ostsüdöstlich vom Stadtzentrum Sedans in den Argonnen. Umgeben wird Les Deux-Villes von den Nachbargemeinden Matton-et-Clémency im Norden und Nordwesten, Tremblois-lès-Carignan im Osten, Puilly-et-Charbeaux im Süden und Südosten, Blagny im Südwesten sowie Carignan im Westen und Südwesten.

## Bevölkerungsentwicklung
| 1962                      | 1968 | 1975 | 1982 | 1990 | 1999 | 2006 | 2011 | 2016 |
| ------------------------- | ---- | ---- | ---- | ---- | ---- | ---- | ---- | ---- |
| 244                       | 240  | 230  | 206  | 195  | 219  | 254  | 269  | 254  |
| Quelle: Cassini und INSEE |      |      |      |      |      |      |      |      |

## Sehenswürdigkeiten

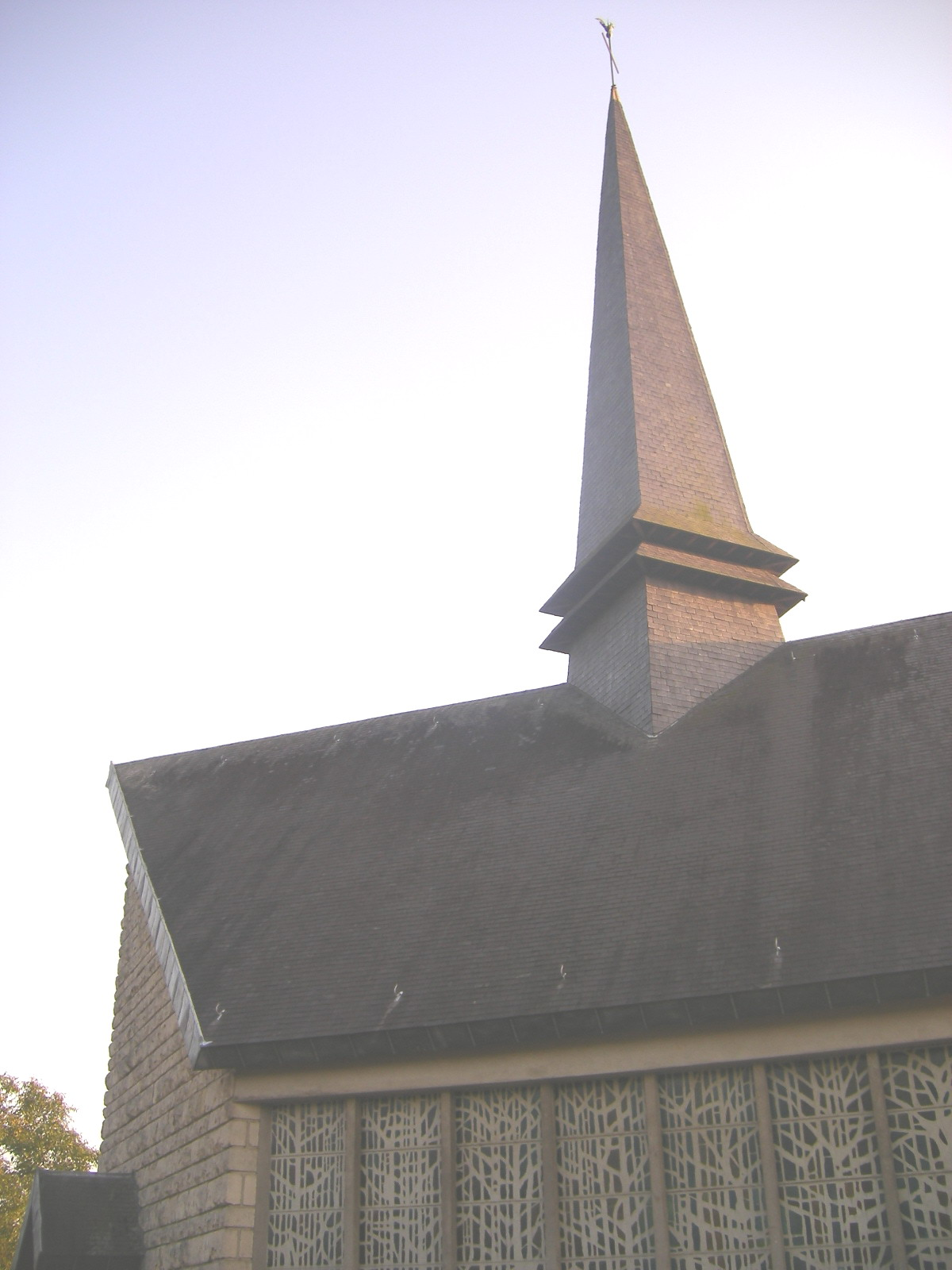
Kirche Saint-Laurent

- Kirche Saint-Laurent